# ジョー・ガーランド
ジョー・ガーランド (Joe Garland) として知られたジョセフ・コープランド・ガーランド（Joseph Copeland Garland、1903年8月15日 - 1977年4月21日）は、アメリカ合衆国のジャズ・サクソフォーン奏者、作曲家、編曲家。バージニア州ノーフォークに生まれ、ニュージャージー州ティーネック (Teaneck) で没した。「イン・ザ・ムード」の作曲者として知られている。
ガーランドは、ショー大学 (Shaw University) とエオリアン音楽院 (Aeolian Conservatory) で音楽を学んだ。クラシック音楽の演奏家として活動を始めたが、やがて1924年にジャズ・バンドであるグラハム・ジャクソンズ・セミノール・シンコペイターズ (Graham Jackson's Seminole Syncopators) に加わり、初めての録音を経験した。1920年代には、サクソフォーンやクラリネットを演奏するサイドマンとして、エルマー・スノーデン（Elmer Snowden：1925年）、ジョー・スティール (Joe Steele)、アンリ・サパロ (Henri Saparo)、レオン・アベイ（Leon Abbey：南アメリカへのツアーに参加）、チャーリー・スキート (Charlie Skeete)、ジェリー・ロール・モートン)らの楽団に参加した。1930年代には、ボビー・ニール（Bobby Neal：1931年）を経て、ミルズ・ブルース・リズム・バンド (Mills Blue Rhythm Band) で演奏と編曲を1932年から、ラッキー・ミリンダー (Lucky Millinder) と交代する1936年まで担当した。その後、エドガー・ヘイズ（Edgar Hayes：1937年）、ドン・レッドマン（en:Don Redman：1938年、ルイ・アームストロング（1939年 – 1942年）の下で演奏した。1940年代には、クロード・ホプキンス (Claude Hopkins) などと演奏した後、1945年から1947年にかけてはアームストロングの楽団に戻った。その後、ハービー・フィールズ (Herbie Fields) を経てホプキンスのもとへ戻り、さらにアール・ハインズ (Earl Hines) の下で演奏した。その後、1950年代には、半ば引退状態となった。
ガーランドは、よく知られたスウィング・ジャズの曲を数多く作曲しており、代表作はグレン・ミラーのヒット曲「イン・ザ・ムード」（ミラー以前にチャーリー・バーネット (Charlie Barnet)、アーティ・ショウが取り上げたが、放棄した作品だった）。ガーランドは、アーティ・ショウに「野蛮人にセレナーデを (Serenade To A Savage)」（ショウのゴールドレコードのひとつ）を提供し、レス・ブラウン (Les Brown) には「Leap Frog」を提供した。